# Haitham Asiri
Haitham Asiri (en arabe : هيثم عسيري), né le 1er juillet 2001 à Riyad, est un footballeur international saoudien qui évolue au poste d'attaquant au Al-Ahli.

## Biographie

### Carrière en club
Né à Riyad en Arabie saoudite, Haitham Asiri est formé par l'Al-Ahli Sports Club, où il commence sa carrière professionnelle. Il joue son premier match avec l'équipe première du club le 4 août 2020.

### Carrière en sélection
En novembre 2021, Haitham Asiri est convoqué pour la première fois avec l'équipe nationale d'Arabie saoudite. Il honore sa première sélection le 1er décembre 2021, lors d'une défaite 1-0 en Coupe arabe contre la Jordanie,.

## Palmarès

### En club
- Al-Ahli FC (1) 
  - Ligue des champions de l’AFC (1)
    - Vainqueur : 2025.